# Văn phòng ảo
Văn phòng ảo (tiếng Anh: virtual office) là một hình thức văn phòng cung cấp dịch vụ địa chỉ và liên lạc mà không cần đến diện tích thực tế.